# Narcotraffico in Colombia

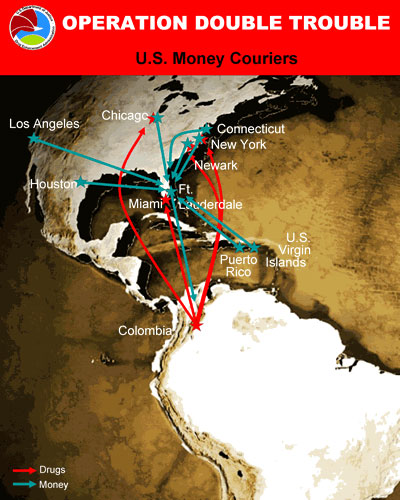
Mappa della DEA che mostra il flusso di eroina e soldi tra la Colombia e gli Stati Uniti nel 2003

Il narcotraffico in Colombia fa riferimento alla produzione e al commercio di droga in Colombia, nonché l'evoluzione storica di questa attività. Il narcotraffico ha avuto un'influenza diretta nella vita politica, sociale ed economica del Paese; fu una causa importante del conflitto armato interno, rappresentando una fonte di finanziamento economico diretto e indiretto tanto di gruppi insurrezionalisti (FARC, ELN e discendenti dell'EPL) come di gruppi paramilitari (AUC) e della criminalità organizzata (cartelli della droga e BACRIM). Vari dirigenti nazionali sono stati accusati di alleanze con gruppi di narcotrafficanti e/o gruppi armati legati al narcotraffico per ottenere potere politico ed economico.
L'uso delle foglie di Erythroxylum coca e altre piante aveva fatto parte dello stile di vita di alcune comunità indigene dell'America meridionale, ma la domanda mondiale di sostanze stupefacenti durante gli anni sessanta e settanta ha incrementato la loro produzione e lavorazione in Colombia. Per limitare l'effetto negativo delle droghe nella società e condannare coloro le coltivassero, possedessero, commercializzassero o distribuissero, si attivarono nuove leggi negli Stati Uniti e in Colombia.
Dall'inizio della guerra alla droga, gli Stati Uniti e alcuni paesi europei hanno assicurato al governo colombiano aiuto logistico e finanziario per attivare piani che permettessero di combattere il traffico di droghe. Il programma più notevole fu il tanto criticato Piano Colombia, il quale mira anche a combattere i gruppi armati illegali considerati terroristi da questi Paesi, tra loro i gruppi paramilitari e le guerriglie, che negli anni ottanta incominciarono a finanziarsi con questa attività illecita. In Colombia, la guerra contro il narcotraffico incomincia il 30 aprile 1984, con l'assassinio del Ministro di Giustizia Rodrigo Lara Bonilla, ordinato dal leader del Cartello di Medellín, Pablo Escobar, allora supplente nella Camera di Rappresentanti, e da altri soci in affari, di cui Lara già aveva denunciato le attività illegali a causa della scoperta del laboratorio di coca a Tranquilandia il mese prima, da parte della Polizia nazionale della Colombia. L'omicidio fu la ragione sufficiente affinché il governo, guidato da Belisario Betancur, attivasse in maniera immediata la Legge di Estradizione contro i narcotrafficanti, firmata dal governo di Luglio Cessare Turbay, che successivamente promulgò l'Estatuto Nazionale di Estupefacientes (Legge 30 del 1986), avendo così uno strumento utile a combattere la fabbricazione, il traffico e la detenzione di stupefacenti. 

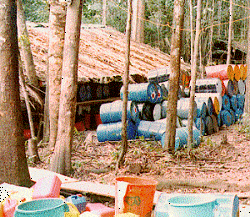
Laboratori dei narcotrafficanti scoperti dalla DEA

Nonostante questi programmi e leggi, la Colombia ha continuato a essere il leader mondiale nella produzione di cocaina con approssimativamente il 70% del totale del commercio a livello mondiale e il 90% della lavorazione, secondo una relazione del Dipartimento di Stato degli Stati Uniti del 2004.

## Storia

### Inizi
Il mercato nero del traffico di droga in Colombia nacque alla fine degli anni sessanta, quando nella Sierra Nevada de Santa Marta e nella penisola di Urabá fiorì la coltivazione della marijuana, introdotta e incoraggiata dai Peace Corps (si parlò di epoca della "Bonanza Marimbera", da marimba, nome colombiano della cannabis). Però nella metà degli anni settanta il mercato statunitense, cliente principale della marimba colombiana, incominciò a richiedere quasi esclusivamente cocaina, prodotto proveniente dalla pianta di coca coltivata e importata inizialmente da Bolivia e Perù; in quegli anni, si formarono i primi gruppi di narcotrafficanti colombiani (in grande parte vecchi contrabbandieri) che iniziarono come corrieri di cocaina per le più potenti organizzazioni cubane, che s'incaricavano della distribuzione negli Stati Uniti. In poco tempo i colombiani iniziarono a prendere contatti diretti con i produttori boliviani e peruviani (che fornivano la pasta di coca) e passarono in seguito a promuovere la coltivazione della pianta nel loro Paese al posto della marijuana; la pasta veniva poi lavorata nei laboratori installati nella giungla amazzonica e la cocaina ricavata da questo procedimento veniva redistribuita dai gruppi colombiani presenti negli Stati Uniti, soprattutto a Miami e a New York, sbaragliando in poco tempo la concorrenza cubana. Il narcotrafficante colombiano Benjamin Herrera Zuleta (detto "el Papa Negro de la cocaina"), con base a Cali e ramificazioni a Barranquilla, Medellín e Bogotà, fu il pioniere nel contrabbando di marijuana e cocaina dalla Colombia agli Stati Uniti nei primi anni settanta ed uno dei primi ad installare nel Paese un laboratorio clandestino per la lavorazione della cocaina. Alla fine del decennio, le bande colombiane (soprannominate i "cowboys della cocaina") si resero protagoniste di centinaia di omicidi nelle "guerre della droga" a Miami, nelle quali si distinse l'ex prostituta colombiana (poi diventata narcotrafficante) Griselda Blanco (detta la "madrina") che si serviva di spietati killer in motocicletta per eliminare i nemici.

### La nascita dei cartelli

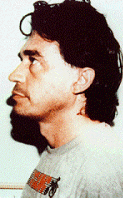
Carlos Lehder, uno dei boss del Cartello di Medellìn

Durante l'amministrazione di Alfonso López Michelsen (1974–78) la difficile crisi economica funestata da scioperi e scontri di piazza avviò l'economia nascosta della cocaina al suo culmine. Le guerre interne e i regolamenti di conti fecero nascere una nuova generazione di narcotrafficanti colombiani più violenta ma più attiva e intraprendente, della quale erano esponenti Pablo Escobar, il cugino Gustavo Gaviria, i fratelli Juan David, Jorge Luis e Fabio Ochoa Vásquez, Griselda Blanco e il marito Alberto Bravo in Antioquia; Carlos Lehder ad Armenia; Josè Rodríguez Gacha e Verónica Rivera nel centro del Paese; i fratelli Miguel e Gilberto Rodríguez Orejuela, José Santacruz Londoño, Hélmer Herrera Buitrago detto Pacho e i fratelli Henao nella Valle del Cauca; José Rafael Abelló Silva nella costa atlantica: l'estesa rete negli Stati Uniti resa possibile dall'emigrazione colombiana di quegli anni permisero di controllare praticamente tutta l'attività e ottenere benefici economici senza precedenti, che fecero di questo gruppo i nuovi ricchi della Colombia.
Dietro la creazione vera e propria del Cartello di Medellìn c'è un fattore scatenante: il 12 novembre 1981 l'M-19 (uno dei principali gruppi della guerriglia colombiana) aveva sequestrato Marta Nieves Ochoa, sorella di Pablo, Juan David e Jorge Luis, chiedendo un ingente riscatto. I fratelli Ochoa organizzarono allora una riunione nell'hotel Intercontinental di Medellin invitando oltre duecento boss della droga, tra questi Pablo Escobar, Carlos Lehder e Josè Rodriguez Gacha, chiedendo ai mafiosi di formare un fronte unico sotto lo slogan soli siamo forti, insieme saremo invincibili: il Cartello di Medellin era nato. Venne fondata anche l'organizzazione paramilitare Muerte a los sequestradores (MAS), composta da oltre 2000 uomini armati e finanziata dal nascente Cartello, che doveva difendere gli interessi economici dei narcos di Medellin, reprimere i fenomeni di guerriglia e fornire protezione per le élite locali, minacciate da rapimenti ed estorsioni.
Il governo Turbay intraprese le prime azioni contro il narcotraffico, sotto la pressione degli Stati Uniti, lanciando una forte offensiva contro le coltivazioni di marijuana sulla costa settentrionale (coltivazioni che già avevano perso il loro valore strategico di fronte agli impianti sorti negli Stati Uniti), firmando oltretutto verso la fine del 1979 il famoso Trattato di Estradizione con l'amministrazione di Jimmy Carter. Presto i narcotrafficanti diventeranno, oltre che brillanti imprenditori, anche autori di un'ondata di destabilizzazione sociale e violenza in tutto il Paese, necessari a proteggere la natura illecita della propria attività.
Alcune di queste organizzazioni criminali intrapresero vere guerre contro lo Stato per tentare di evitare l'entrata in vigore del Trattato di Estradizione con gli Stati Uniti, commettendo atti terroristici contro la popolazione civile, atti che si estesero alla guerra tra i cartelli. 
Il Cartello di Medellín mantenne, fino alla sua dissoluzione a inizio degli anni novanta, il controllo e la logistica delle spedizioni di cocaina verso gli Stati Uniti e altri paesi. Secondo vari report giornalistici, circa l'80% della cocaina mondiale era controllata dal Cartello.

### Betancur
La riforma tributaria del 1983 sollevò una nuova relazione tra il narcotraffico e lo Stato, offrendo l'alternativa di incorporare i proventi dell'attività illegale all'economia legale colombiana. Si scandagliò oltretutto la possibilità di legalizzare le droghe creando una struttura legale, che permettesse ai baroni della coca la partecipazione alla vita sociale, giuridica e politica del Paese. La nascita del Movimiento Latino Nacional da parte di Carlo Lehder e del Civismo in Marcia di Pablo Escobar, che occupò un posto nella Camera di Rappresentanti, è stata una chiara espressione di questo processo. Ma questo tentativo fallì di fronte all'opposizione dei settori tradizionali ad accettare questi tentativi. Il Nuovo Liberalismo, movimento capeggiato da Luis Carlo Galán e Rodrigo Lara Bonilla (nominato Ministro di Giustizia da Betancur), fu il portabandiera di questa crociata contro la narco-politica, tanto che l'obiettivo principale delle sue critiche fu Pablo Escobar.
In questo periodo i primi intenti di dialogo tra i trafficanti di droga e il Governo vertevano sul Trattato di Estradizione agli Stati Uniti. Ciò nonostante, ebbe molta influenza l'azione del ministro Lara nel Congresso, che portò il capo del Cartello di Medellin a rinunciare definitivamente all'attività politica. La difficile situazione si complicò quando la polizia (con il ministro Lara alla guida), smantello il laboratorio di coca di Tranquilandia, a marzo del 1984. Quell'affronto al Cartello di Medellín venne vendicato il 30 aprile 1984, quando due sicari uccisero il ministro di giustizia a Bogotá.
Dopo dell'assassinio di Lara Bonilla il governo ampliò lo stato di assedio in tutto il Paese, attivò il Trattato di Estradizione e creò l'Estatuto Nazionale de Estupefacientes. Con questa struttura, Betancur diede avvio alla prima grande guerra contro il narcotraffico: dispose il sequestro dei beni dei narcotrafficanti, oltre all'aumento di pene e multe per i delitti associati al traffico di droghe, spostando questi reati alla giurisdizione della Giustizia Penale Militare. I principali vertici del Cartello dovettero rifugiarsi a Panama con l'ausilio del dittatore Manuel Antonio Noriega e cercarono nel maggio del 1984 un ultimo avvicinamento allo Stato, conosciuto come i Dialoghi di Panama. Il suo fallimento portò un'importante conseguenza: il principale oggetto di scontro e dialogo non erano più i soldi, ma il terrore. Mesi dopo, i leader sarebbero ritornati in Colombia clandestinamente, e la guerra totale allo Stato sarebbe stata solo questione di tempo.
Nonostante l'offensiva che seguì all'omicidio di Lara Bonilla e all'attivazione del processo di estradizione, reso effettivo nel gennaio del 1985 con la spedizione dei primi catturati negli Stati Uniti, i narcos del Cartello di Medellín rimasero impuniti, svolgendo la loro attività senza limiti ed espandendo le rotte in Messico, Nicaragua e Cuba, oltre ad aprire nuovi mercati in Europa. Parallelamente, continuarono a crescere gli effetti della corruzione dei narcotrafficanti, all'interno del governo (a tutti i livelli), nei partiti politici, e soprattutto nelle forze di sicurezza, permettendo al Cartello di Medellín di continuare a colpire impunemente lo Stato colombiano.
Dopo l'assalto del gruppo M-19 al Palazzo di Giustizia a Bogotà, la campagna di terrore del Cartello continuò contro i nemici nel Governo, contro tutti coloro che sostenessero il Trattato di Estradizione, contro chi denunciasse gli affari illeciti e la rete mafiosa: infatti nel 1986 venne assassinato il giornalista Guillermo Cano Isaza, direttore del principale quotidiano colombiano, L'Espectador, che si era distinto in una campagna di denuncia contro i narcos. Inoltre, il potere di corruzione dei narcos fu evidente quando evitarono che Jorge Luis Ochoa e Gilberto Rodríguez Orejuela, riconosciuti narcotrafficanti catturati in Spagna, fossero estradati negli Stati Uniti e furono invece riportati in Colombia, dove pagarono pene irrisorie.
Fino a quel momento, i due principali gruppi esportatori di droga rispettavano i propri rispettivi mercati e territori, anche se l'attenzione delle autorità si concentrava essenzialmente sui violenti capi di Medellín, che controllavano fino all'80% degli affari. I capi del Cartello di Cali optarono principalmente per la corruzione e per l'infiltrazione di spie negli istituti come mezzo per combattere lo Stato.

### Governo Barco

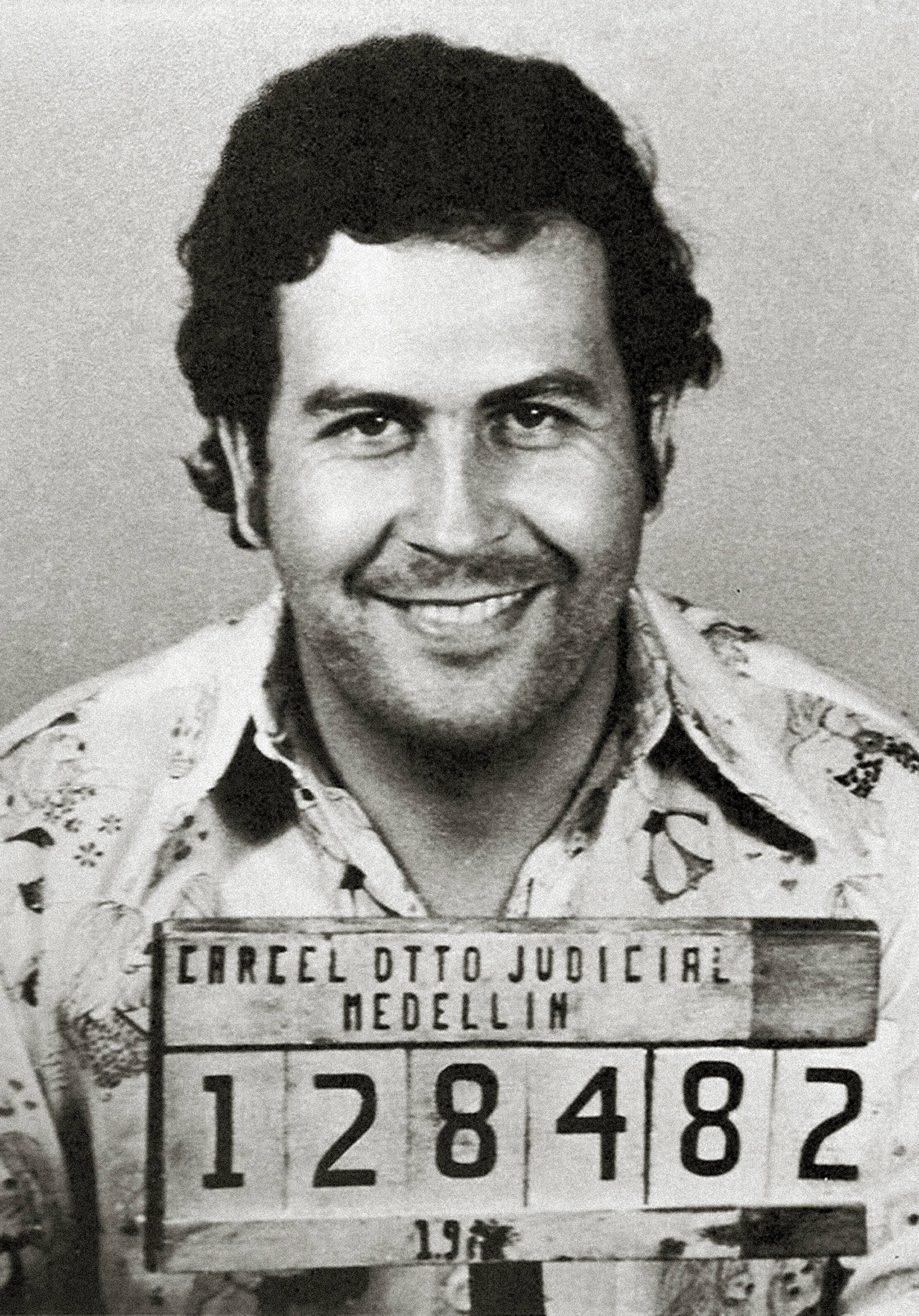
Pablo Escobar

La cattura di uno dei principali capi della mafia avvenne nel 1987, con la cattura di Carlos Lehder, membro e fondatore del Cartello di Medellín. Lehder fu estradato negli Stati Uniti e condannato a più di 135 anni di carcere, ma la sua pena si ridusse a 55 anni grazie alla sua collaborazione con la giustizia statunitense.
Il 1989 è stato un anno nero per la Colombia poiché il Cartello di Medellín portò ai massimi livelli l'attacco allo Stato, rendendosi responsabile di vari omicidi perpetrati contro civili, membri delle istituzioni e personalità importanti come Luis Carlos Galán, politico e candidato alla presidenza in rappresentanza del Partito Liberale Colombiano, assassinato durante la campagna elettorale. Nel settembre 1989 la redazione de L'Espectador a Bogotà venne devastata dall'esplosione di un'autobomba, senza provocare vittime. Nel novembre 1989 il volo 203 della compagnia Avianca venne distrutto da una bomba, uccidendo 107 passeggeri. Un altro attacco attribuito a Pablo Escobar è l'attentato con autobomba all'edificio del DAS, finalizzato ad uccidere il generale Miguel Maza Marquez (che riuscì a salvarsi) con settanta morti e più di cinquecento feriti. Questo e altri attacchi promossero l'istituzione del Blocco di ricerca, con il fine di catturare Escobar. Di contro, i leader del cartello reclutarono mercenari di varie nazionalità per contrastare le forze dello Stato, decisione che portò a una guerra che provocò più di 20 000 morti.

### Governo Gaviria
Sfruttando la tregua unilaterale indefinita annunciata a luglio del 1990 da Los Extraditables, si concepì la legislazione sullo Stato d'assedio, resa pubblica come “Politica di Soggezione alla Giustizia”. Questa politica aspirava a favorire la resa, con la riduzione della pena ai narcotrafficanti che si consegnassero volontariamente e confessassero un reato, con la garanzia di essere giudicati in Colombia e reclusi in carceri di massima sicurezza. Pablo Escobar, diffidente verso le intenzioni del governo, organizzò una serie di sequestri selettivi di giornalisti e di personaggi influenti (Diana Turbay, Francisco Santos e Maruja Pachón, tra gli altri), facendo pressione al presidente affinché fosse trattato come un delinquente politico, per ottenere poi gli indulti riservati ai guerriglieri.
I primi ad arrendersi furono, tra il dicembre del 1990 e il febbraio del 1991, i fratelli Ochoa: Jorge Luis, Juan David e Fabio, soci vicini a Escobar. Ciò nonostante quest'ultimo pretendeva che venisse accettato un accordo su misura, e continuò con la lotta armata, minacciando di uccidere gli ostaggi e incominciare daccapo la sua offensiva terroristica. Il 12 dicembre 1990 una bomba uccise 7 poliziotti a Medellín, e altri 7 sarebbero stati uccisi dai sicari nel gennaio seguente. Poco dopo il 22 furono abbattuti, in una doppia operazione nel dipartimento di Antioquia, due dei fratelli Prisco, capi di una banda trasformata nel braccio armato del capo. L'informatore che li consegnò, rese nota anche l'ubicazione di due dei sequestrati, ma nella confusa operazione di salvataggio che si svolse il 24 gennaio, Diana Turbay e tre sequestratori morirono.
La risposta non tardò ad arrivare, con l'esecuzione di uno degli ostaggi, Marina Montoya, sorella del Segretario alla Presidenza, Germán Montoya, e con una nuova raffica di attentati: una decina di poliziotti e ufficiali furono vittime dei sicari; un'esplosione in un bus causò sei morti; e il 16 febbraio un'autobomba nella piazza dei tori di Medellín causò 23 decessi. Due mesi dopo l'ex ministro di Giustizia Enrique Low Murtra, fu ucciso. La strategia del terrore diede risultati a Escobar, che avendo l'esecutivo in pugno, liberò il resto degli ostaggi come gesto di “buona fede”. Ciò nonostante, solo quando fu sicuro che la Costituente aveva votato e approvato l'articolo che proibiva l'estradizione di colombiani, il 19 giugno 1991, si consegnò nella capitale antioqueña. Dopo, Escobar fu rinchiuso nel carcere La Catedral a Envigado, appositamente costruito per lui: da lì continuò indisturbato a controllare i suoi affari illegali, oltre a realizzare feste e orge assumendo modelle e regine di bellezza, tutto tramite altri due soci di Escobar che non si consegnarono alle autorità: Fernando Galeano "Il Nero" e Gerardo Moncada "Kiko".

#### Fine del Cartello di Medellín e crescita del Cartello di Cali
Dopo quasi un anno di reclusione, Pablo Escobar era diventato un estorsore di alto livello: aveva accantonato l'attività di traffico diretto, e aveva incominciato a riscuotere i soldi dai narcotrafficanti ancora in libertà. Sospettando dei suoi soci, uccise Fernando Galeano “Il Nero” e Gerardo Moncada “Kiko”, con il pretesto che questi gli avevano rubato 20 milioni di dollari prodotti da attività illecite. La successiva vendetta da parte dei soci e famigliari dei due assassinati provocò 50 morti. Il governo e la Procura Generale della Nazione, per evitare che Escobar continuasse a delinquere dalla sua prigione, ne ordinò il trasferimento a un carcere vero. Ma, con l'aiuto di guardie e soci, Pablo, il fratello Roberto e otto dei suoi assistenti scapparono da La Catedral il 22 di luglio 1992. Il governo creò quindi il Blocco di ricerca, integrato da membri della Polizia ed Esercito.
I narcos di Cali ordinarono allora di innescare nuovamente la guerra, con l'utilizzo di un'autobomba a Medellín, che fu ovviamente attribuita al Cartello di Medellín. Davanti all'attacco delle forze statali, questi riattivarono la campagna di terrore con una serie di attacchi in cui rimasero uccisi 30 militari e una giudice, tra settembre e ottobre del 1992. Ma questa volta la situazione era drasticamente cambiata per il Cartello: la morte di Galeano e Moncada aveva generato una frattura interna all'organizzazione. Diego Fernando Murillo "Don Berna", capo di sicurezza dei leader assassinati, e i fratelli Castaño si allearono i narcos del Valle contro Escobar, in una alleanza che includeva anche ufficiali del Blocco di Ricerca e diversi ex soci e prestanome. Grazie alle informazioni che questi ultimi cedettero alle autorità, furono assestati duri colpi al Cartello di Medellín. Il 28 ottobre Brances Alexander Muñoz, uno dei capi militari più importanti del cartello, fu abbattuto durante un'operazione speciale.
Escobar, che in quel momento stava negoziando la sua ulteriore resa e aveva anche autorizzato la resa di vari soci più vicini, tra cui il fratello Roberto, “Popeye”, “Otto” e “Mugre”, innescò in risposta alle azioni della polizia una nuova guerra totale. Decine di sicari uccisero un centinaio di poliziotti prima di febbraio e le autobombe riapparvero nelle grandi città a partire da dicembre del 1992. Benché i meccanismi non fossero come prima, le perdite umane furono numerose, e gli attentati non erano più diretti a un obiettivo specifico, piazzati in modo indiscriminato. In Medellín morirono 19 persone, a Bogotà 41 e in Barrancabermeja 16. La Valle di Aburra fu colpita da 3 attacchi mortali a dicembre del 1992 e in Bogotá le esplosioni ripresero da gennaio del 1993: il 20 nel nord della città, il 30 fu colpita la Camera di Commercio, in febbraio due aree commerciali, il 5 marzo vennero colpite due installazioni di Telecom e ad aprile l'obiettivo fu la strada 93. A seguito dei duri attacchi terroristici, dopo una caccia estenuante, le autorità eliminarono fino a marzo del 1993 cento sicari e 10 capi militari del Cartello, tra cui Mario Castaño Molina “Il Chopo”, Hernán Darío Henao “HH” e Jhonny Edison Rivera “Il Piccione”, tutti uomini di fiducia di Escobar. Furono inoltre arrestati 1 900 sospetti di appartenere all'organizzazione e si arresero 18 alte cariche della sua ala militare. Questo, sommato alla sconfitta dei suoi gruppi armati da parte delle bande rivali, in una guerra che contò 300 morti, portò a indebolire decisamente il gruppo di Medellín, che perse in 8 mesi l'80% della sua capacità bellica. In aggiunta a questo, il 30 gennaio fece la sua apparizione pubblica un gruppo paramilitare che si autodenominò “Los Pepes” (Perseguitati per Pablo Escobar), guidato dai Castaño, dedito a uccidere i prestanome, i contabili, gli avvocati e i familiari del capo, oltre che a distruggere le sue proprietà e minare le sue finanze.
Messo all'angolo dalle forze armate e dalle minacce che pesavano sulla sua famiglia, Escobar interruppe la sua campagna terrorista. Provò a rinegoziare la sua resa, condizionandola alla partenza dal Paese della moglie e dei i suoi figli, ma questa volta la sua proposta non trovò accoglimento nel governo. La morte del suo capo di sicurezza Leone Porta Muñoz “L'Angelito”, a ottobre del 1993, lo lascia quasi senza protezione. Finalmente, la preoccupazione per la situazione della sua famiglia rifugiata all'Hotel Tequendama sotto la vigilanza della Polizia, lo portò a comunicare via radio, permettendo di scoprire la sua posizione. Il 2 di dicembre 1993 venne abbattuto da un comando di 20 uomini.
La sua morte e quella della sua unica guardia segna la fine del Cartello di Medellín e del narcoterrorismo come azione di influenza politica (5 500 morti nel periodo 1989 - 1993), ma non incide in alcun modo sul valore di affari del traffico di cocaina, d'ora in poi nelle mani dei narcos di Cali e di Norte del Valle.
Il Cartello di Medellín si divise in piccole strutture o bande di delinquenti che si scontravano tra loro per il controllo territoriale di Medellín. Successivamente, grazie a "Don Berna", si unirono in un'unica organizzazione criminale denominata Oficina de Envigado, che promuoveva in primis la fortificazione indiretta del gruppo di Cali, il quale non solo arrivò a controllare il 80% del business, ma perfezionò anche i suoi metodi di intelligence e rinforzò la sua influenza all'interno delle autorità. E benché l'attenzione dell'opinione pubblica si fosse centrata su Escobar e i suoi soci, le altre reti di narcos, soprattutto quella di Norte del Valle non era meno violenta. In Trujillo i capi Henry Loaiza “L'alacrán” e Diego León Montoya Sánchez “Don Diego”, uccisero agli inizi degli anni novanta non meno di 250 persone.
Il governo degli Stati Uniti incominciò a richiedere maggiore intervento contro i nuovi padroni del narcotraffico e anche se il Blocco di Ricerca riuscì in alcuni successi come la cattura di Jaime Orejuela e Iván Urdinola, il nucleo dell'organizzazione rimase intatto fino l'arrivo della nuova amministrazione. Inoltre, si aggiungeva un nuovo elemento alla situazione: le coltivazioni illecite incominciarono a espandersi oltre il confine molto rapidamente verso la fine del mandato di Gaviria. La Colombia passò a essere il primo produttore di cocaina al mondo, sorpassando Perù e Bolivia. Con l'impulso del Cartello di Cali e, soprattutto, con la partecipazione sempre maggiore delle FARC e i soci paramilitari, il fenomeno si estese rapidamente in gran parte del territorio, nelle giungle del sud, ma anche in altre aree come le regioni di Catatumbo e Antioquia. Colpito dalla riduzione degli apporti degli Stati Uniti alla lotta contro la droga, il governo aumentò la distruzione delle zone coltivate a coca e papavero, avviando nel 1992 le tanto controverse disinfestazioni con glifosato, in contemporanea allo sviluppo di programmi di sostituzione delle coltivazioni.

### Governo Samper
Il Cartello di Cali, nel suo periodo migliore dopo la caduta del Cartello di Medellín, è stato indicato dalle autorità statunitensi come responsabile dell'importazione del 35% della cocaina negli Stati Uniti, ragione per cui è arrivato a essere catalogato come l'organizzazione criminale più pericolosa della Colombia. È esistito dal 1985 fino al 1995, quando sono stati catturati i fratelli Rodríguez Orejuela.
Nel 1995, i fratelli Rodríguez Orejuela, principali membri e fondatori del cartello di Cali sono stati catturati durante la presidenza di Ernesto Samper. Gilberto Rodríguez Orejuela, il maggiore dei fratelli e conosciuto con il soprannome di Ajedrecista per la sua particolare forma di gestire gli affari e eludere le autorità, fu estradato negli Stati Uniti il 3 dicembre 2004 insieme al fratello Miguel Rodríguez Orejuela, alias Il Signore. Sono stati condannati a trent'anni di carcere in Pennsylvania, pena ridotta per aver collaborato con le autorità statunitensi. Secondo varie relazioni della DEA, l'organizzazione guadagnava nel suo momento migliore più di dieci miliardi di pesos colombiani (settemila milioni di dollari) all'anno.
Vari membri che conformavano la «cupola principale del cartello» sono stati abbattuti negli anni. José Santacruz Londoño e Pacho Herrera furono assassinati, mentre Víctor Patiño Fómeque e Henry Loaiza furono estradati. Phanor Arizabaleta Arzayús, l'ultimo dei capi del cartello si trova recluso in Colombia, a scontare una condanna di vent'anni. Nel 1998, sul finire della presidenza di Ernesto Samper, fu catturato il capo del Cartel de la Costa, Alberto Orlández Gamboa, alias La Lumaca.
Il Cartello di Norte del Valle, che operava principalmente nel Nord della Valle del Cauca, nel sud-est della Colombia, ebbe un'importante crescita a metà degli anni novanta, dopo la dissoluzione dei cartelli di Medellín e Cali.

### Governo Pastrana
Il capo del Cartel de la Costa Alberto Orlandez Gamboa, alias "Lumaca" è stato estradato negli Stati Uniti nel 2000. Questo cartello attivo in Barranquilla e nella Regione Caribe nel nord della Colombia, controllava il commercio della droga con le altre regioni del paese e con Paesi limitrofi, oltre che la produzione locale. Qui il governo istituì la denominata "Zona di distensione", che aveva come epicentro la popolazione di San Vicente del Caguán, per avviare un dialogo per la pace con i guerriglieri delle FARC, processo fallito a causa dell'utilizzo diretto di questa zona da parte dei ribelli per la produzione e il traffico di cocaina. In risposta, il governo colombiano attivò con gli Stati Uniti un accordo bilaterale per attaccare il narcotraffico e chi ne beneficiava, includendo i gruppi ribelli e paramilitari, conosciuto come Piano Colombia.

### Governo Uribe
Nel 2006 si arrivò alla cattura di Salvatore Mancuso Gómez, comandante e narcotrafficante delle Autodefensas Unidas de Colombia, chiamato anche Santander Lozada o Triplo Zero. Mancuso si staccò dal gruppo paramilitare l'anno precedente e fu estradato negli Stati Uniti nel 2008. Il 24 settembre 2002, il governo statunitense emise un comunicato in cui annunciava che i leader delle AUC erano responsabili della spedizione di vari carichi di droga destinati agli Stati Uniti ed Europa: «il Dipartimento di Giustizia sta sostenendo accuse contro alcuni leader delle Autodefensas Unidas de Colombia per aver trafficato più di diciassette tonnellate di cocaina negli Stati Uniti e in Europa dal 1997. Nella relazione, cinque accuse di narcotraffico sono stati stabilite contro il leader delle AUC Carlo Castano e altri due membri del comando paramilitare, Salvatore Mancuso e Juan Carlo Serra Ramírez». Fu messo in relazione con il gruppo anche l'imprenditore italiano Giorgio Sale per riciclaggio e narcotraffico. Grande parte dei ricavi veniva destinato al gruppo paramilitare, mentre un'altra parte era utilizzata per realizzare vari investimenti in aziende immobiliari colombiane e italiane.

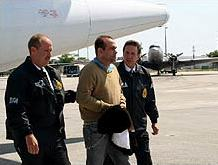
Salvatore Mancuso estradato negli Stati Uniti nel 2008

Il Cartello di Norte del Valle, seppur diventata l'organizzazione criminale più grande del Paese, ha sofferto grandi colpi dovuti sia all'azione delle forze statali sia alle guerre interne, che hanno terminato la riduzione della sua capacità economica e militare, fino ad arrivare alla caduta nel 2008, quando uno dei suoi capi, Wílber Varela, alias Sapone, fu assassinato il 28 gennaio, mentre gli altri due leader, Juan Carlo Ramírez Abadía, alias Chupeta, e Diego Leone Montoya, alias Don Diego, furono catturati un anno prima, lasciando l'organizzazione a sé stessa.
Le Autodefensas Unite di Colombia (AUC) erano un altro attore importante nel traffico di droghe, ereditando gli spazi lasciati dai cartelli della droga già smantellati. Con la sua smobilitazione nel 2006, le Bandas emergentes en Colombia (BACRIM), formate da ex-paramilitari, ripresero il controllo di tutte le attività criminali lasciate dalle AUC e dai cartelli del narcotraffico. L'attività militare di queste organizzazioni criminali causò centinaia di vittime, e destabilizzò vari settori del commercio. Si stima che in 406 municipi in Colombia operano le bande criminali e che queste abbiano ottenuto un'alleanza strategica con gruppi ribelli come le FARC, l'ELN e l'EPL, arrivando ad alleanze tra le stesse e le BACRIM. L'alleanza riguarda principalmente la coltivazione e il traffico di droghe, un'attività che genera entrate e sostiene le finanze di queste organizzazioni. Secondo il governo colombiano, le BACRIM "sono cartelli del narcotraffico che sono contrastati esclusivamente dalla Polizia, e dimostrano di essere gruppi con capacità militare, accampamenti, armi, struttura giuridica e alleati con i guerriglieri".
Dall'altro lato le FARC, considerate "narcoguerrilla", grazie al Piano Colombia e alla Politica di Sicurezza Democratica (PSD) attivata dal presidente Uribe, hanno sofferto gravi colpi alla struttura, che determinò la diminuzione del suo esercito (da 20 000 ribelli armati che si contavano nel 2002, ne rimasero solo poco più di 7 000 sul finire del governo di Álvaro Uribe).

### Governo Santos
Nel corso del governo Santos, fino alla fine del 2017, si sono raggiunte circa 22 800 catture di membri delle Bande Criminali o BACRIM, oltre al sequestro di 10 300 armi e un milione e mezzo di munizioni (cifre dell'esercito). Si sono sequestrate più di 1 000 tonnellate di cocaina, e sono state smantellate le bande criminali I Paisas, I Rastrojos e I Puntilleros (fusione dei blocchi Meta e Libertadores del Vichada, gruppi dissidenti dell'ERPAC sottoposto alla giustizia nel 2011, dopo la morte in uno scontro con la polizia del leader Coltello), nonché l'indebolimento dell'Oficina de Envigado.
Una delle catture più importanti fu quella di Daniel Barrera, alias El Loco Barrera, considerato l'ultimo grande capo della droga in Colombia, arrestato a San Cristóbal nel 2012, con l'aiuto delle autorità venezuelane e l'intelligence statunitense e britannica. Non è la prima volta che un delinquente colombiano cade con l'aiuto delle autorità venezuelane; simile è il caso di Diego Pérez Henao, alias Diego Rastrojo, leader della banda criminale Li Rastrojos nel 2012 e Maximiliano Bonilla, alias Valenziano, leader dell'Oficina de Envigado, catturato nel 2011, il quale sosteneva una guerra a Medellín per il controllo di questo gruppo criminale con Erick Vargas, alias Sebastian, catturato a Girardota nel 2012.
La forte pressione svolta dal governo colombiano tramite la Fuerza Pública ha costretto alla consegna, in questo caso alle autorità statunitensi a Panama, di importanti capi della droga come i fratelli Javier Antonio Calle Serna e Luis Enrique Calle Serna, alias Hermanos Comba, nel 2012 Altri capi importanti di bande criminali che sono caduti negli scontri con l'esercito sono: Darío Andrés León Humane, capo del Blocco Meta, catturato a novembre del 2015; Martín Farfán Díaz, alias Pijarbey, capo del Bloque Libertadores del Vichada, abbattuto a ottobre del 2015 e Juan Carlos Mesa Vallejo, alias Tom, l'ultimo grande capo dell'Oficina de Envigado, catturato a dicembre del 2017.
Tra le offensive più importanti e ancora in corso troviamo l'Operación Agamenón (entrata nella sua seconda fase nel maggio del 2017, con l'arrivo di rinforzi dall'esercito colombiano), avviata dalla Polizia nel marzo del 2015, il cui obiettivo principale è la cattura o l'uccisione del leader del Clan Úsuga o Clan del Golfo (prima conosciuti come Los Urabeños); Dairo Antonio Úsuga David, alias Otoniel, assieme ai membri del suo Stato Maggiore; il fratello di Otoniel. Juan de Dios Úsuga David, alias Giovany, l'altro leader di questa organizzazione, venne abbattuto dalla Polizia nel 2012, mentre celebrava il Capodanno in una zona rurale di Acandì, nella cornice dell'Operación Colombia 25. Queste operazioni portarono ad assassinii selettivi contro la Polizia e blocchi armati a Urabá per settimane.
A partire da maggio del 2015, grazie alla Direttiva 015 del Ministero della Difesa, le Bande Criminali o BACRIM sono considerate Gruppi Armati Organizzati (GAO), conferendo la facoltà alle Forze Militari di combatterle come se fossero gruppi di ribelli, autorizzando quindi il bombardamento delle basi e degli accampamenti di queste organizzazioni.
Le guerriglie FARC avviarono nei primi anni ottanta i primi movimenti in relazione alla coltivazione e al traffico di droghe, sebbene incominciarono a trafficare droga in forma diretta nel 1998, quando si instaurò la Zona de Despeje in seguito al fallito dialogo di pace. L'inclusione dei ribelli nell'affare del narcotraffico portò a un'altra conseguenza, oltre a quella di essersi consolidati come un'organizzazione narcoguerrillera: il fatto di avere attivato le cosiddette vacunas o tasse rivoluzionarie. Secondo varie relazioni di sicurezza, il gruppo armato arrivò a riscuotere 40 000 dollari mensili per il funzionamento dei laboratori e circa 20 dollari per ogni chilogrammo distribuito, sia per via terra o mare. Si spera che con la sua smobilitazione, patteggiata con il governo nel 2016 nel segno dei dialoghi di pace che si tennero all'Avana (Cuba), le sue attività con il narcotraffico si arrestino o perlomeno diminuiscano, considerando che una parte del Frente 1, tramite un comunicato, dichiara che non parteciperà al processo di pace con il governo di Juan Manuel Santos e si dichiara dissidente.
Secondo una ricerca svolta dall'ONG Fundación Paz y Reconciliación, nel 2017 esistevano approssimativamente 400 combattenti dei "dissidenti delle FARC", distribuiti in 8 dipartimenti del territorio nazionale e tra i leader principali si trovano alcuni comandanti del gruppo ribelle, ad esempio Ivan Mordisco, John 40, Rodrigo Cadete e Gentil Duarte, rifugiati nelle zone selvatiche dei dipartimenti di Guaviare, Guainía, Vichada, Caquetá, Vaupés e Meta, e impegnati nel recupero delle attività illecite (incluso il narcotraffico) lasciati dalle FARC dopo la sua smobilitazione. I dissidenti non agiscono sotto un comando unificato, ma sono indipendenti nelle loro azioni e, nel caso dei dipartimenti di Nariño e Cauca, si scontrano tra piccoli gruppi per il controllo territoriale e del narcotraffico. Dei 400 componenti, 310 sono ex membri delle FARC che hanno disertato a causa delle difficoltà tecniche, giuridiche e legali legate all'implementazione degli accordi di pace, o a causa di assassini di ex guerriglieri e attentati ai propri familiari, che li hanno visti costretti a prendere azioni simili al riguardo. Il governo dichiara che questi dissidenti saranno considerati alla stregua di una BACRIM o GAO. Un nuovo studio eseguito dall'ONG a marzo del 2018 rileva che la quantità di dissidenti è aumentata a 800 e che continuerà a crescere, e i dati delle Forze Militari rafforzano l'idea, dichiarando che i membri dei gruppi dissidenti siano circa 1 200 membri.
Per quanto riguarda il gruppo dell'ELN, questo nega da decenni di finanziarsi con il narcotraffico, ma secondo le informazioni ricavate dal Governo nel 2014, esistono documenti ed e-mail che collegano questo gruppo armato con la banda criminale dei Los Rastrojos, oggi estinta, in cui questi ultimi propongono all'ELN di finanziare il commercio di carichi di droghe nell'occidente del Paese (ossia nei dipartimenti di Valle del Cauca, Cauca e Nariño, dove era attivo il Frente Suroccidental). Nel 2016, nella regione del Catatumbo, l'esercito distrusse laboratori per la lavorazione della cocaina, presumibilmente di proprietà dell'ELN, che la produceva e la vendeva all'EPL, un altro gruppo ribelle (catalogato come Banda Criminale o BACRIM dal governo di Álvaro Uribe e denominato I Pelusos durante il governo Santos) che controlla tutta l'attività del narcotraffico in quella zona, dall'acquisto delle foglie di coca dal contadino, alla lavorazione e il commercio della cocaina, inclusi il controllo e la vigilanza dei tragitti al confine con il Venezuela, in alleanza con i cartelli messicani. Questa alleanza tra i due gruppi ribelli è terminata il 20 marzo 2018, quando in un comunicato l'EPL dichiarò guerra al fronte nord-orientale dell'ELN, guerra che sta causando molte vittime, incidendo oltretutto sulle attività quotidiane degli abitanti del Catatumbo.
Anche se la cocaina è di gran lunga la droga più prodotta illegalmente nel Paese esistono anche, secondo i dati dell'intelligence colombiana, nei dipartimenti di Cauca e Nariño, più di 450 ettari coltivati a papaveri da oppio, per produrre l'eroina destinata al mercato statunitense; un affare illecito gestito dall'ELN, che ha istituito un ennesimo fronte di guerra nella regione.